# اسپرانزا اسپالدینگ
اسپرانزا اسپالدینگ (انگلیسی: Esperanza Spalding؛ زادهٔ ۱۸ اکتبر ۱۹۸۴) بیسیست و خوانندهٔ آمریکایی جَز و اهل ایالات متحده آمریکا است. او، حرفهٔ خود را با آموختن ویولن در ۵ سالگی آغاز کرد و بعدها به صورت خودآموخته شروع به یادگیری تعدادی از سازها از جمله گیتار و بیس کرد. او که تحصیل کردهٔ کالج موسیقی برکلی است، امسال به عنوان پروفسور تمرین موسیقی در دانشگاه هاروارد منصوب شد. او همچنین اولین موزیسین جَزی است که جایزهٔ گِرَمی را در رشتهٔ بهترین هنرمند جدید (با شکست دادن جاستین بیبر در سال ۲۰۱۱) تصاحب کرد.
پت متنی، گیتاریست معروف موسیقی جَز، دربارهٔ او می‌گوید: «کیفیت منحصر به فرد او (اسپالدینگ) چیزی فراتر از مهارت‌های موسیقایی شگفت انگیز اوست. او دارای فاکتور نادر "x" است که او را قادر می‌سازد دید و انرژی شخصی خاص خود را که منحصر به اوست، منتقل کند.»